# راي جاكندوف
راي جاكندوف (مواليد 23 يونيو 1945) (بالإنجليزية: Ray Jackendoff) لغوي أمريكي. وهو أستاذ الفلسفة، ومدير مشارك مع دانيال دينيت من مركز الدراسات المعرفية بجامعة تافتس.
درس جاكيندوف عند لغويين مشهورين مثل نعوم تشومسكي وموريس هالي في معهد ماساتشوستس للتكنولوجيا، حيث حصل على درجة الدكتوراه في اللسانيات في عام 1969. قبل اختيار جامعة تافتس في عام 2005، كان جاكيندوف أستاذًا في اللسانيات و رئيس برنامج اللسانيات في جامعة برانديز من عام 1971 إلى 2005.
حصل على جائزة جان نيكوت (Prix Jean-Nicod) في باريس عام 2003.